# Минео
Мине́о (итал. Mineo, сиц. Minìu, Minèu) — коммуна в Италии, располагается в регионе Сицилия, подчиняется административному центру Катания.
Население составляет 5432 человека (на 2004 г.), плотность населения — 23 чел./км². Занимает площадь 244 км². Почтовый индекс — 95044. Телефонный код — 0933.
Покровительницей коммуны почитается святая Агриппина Римская, празднование 23 июня, в последнее воскресение августа и 17 мая.